# 排耶書
排耶書（はいやしょ）は、近世の日本において執筆された、キリスト教を排撃することを目的として執筆された書籍の総称である。排耶論（はいやろん）ともいう。

## 歴史
海老沢有道によれば、日本にキリスト教が流入した当時の仏教教学は沈滞しており、宗論についてもあまり進展しなかった。排耶論が刊行されるようになるのは豊臣政権期を経て成立した江戸幕府が禁教政策を徹底化して以降である。

### 島原の乱以前の排耶書
林羅山は慶長11年（1606年）にイエズス会に所属していたハビアンと問答をおこない、その記録である『排耶蘇』を著している。これは儒者による唯一の排耶書であるものの、地球説に関する問答が主であり、羅山はキリスト教そのものについて「理より先に天主があらわれることはない」とほとんど問題にしていない。
慶長14年（1609年）から15年（1610年）ごろ、博多周辺にて『伴天連記』が成立した。同書はキリスト教の日本伝来について記した物語であり、「良摩国」が「モンテフラタ」、すなわち銀山の国である日本に2度に渡って武力侵攻したが強風により失敗したこと、彼らは戦略的転換を計り、民衆を教化することによって日本征服を実行すべく、博多に近いキリシタン寺で陰謀が練られたことが記される。また、慶長19年（1614年）には同系統の排耶書として『吉利支丹由来記』が刊行された。同書においては日本における布教のあらましや禁教令の施行、キリシタンの迫害などについても触れられている。
こうした物語的なものではない排耶書としては、棄教したハビアンが元和6年（1620年）に刊行した『破提宇子』がある。同書においては提宇子（ダイウス）の最高慈悲の有限性を中心としてキリスト教の教義の問題点が論じられるほか、煎餅と酒に呪文を唱えてキリストの血と肉にするといった宣教師の行動が非理性的で不合理なこと、また宣教師が傲慢で日本人を差別するところがあることなどが指摘される。同書には儒教的道徳も強く反映されており、君臣・孝悌を軽視し提宇子への帰依を最重要視するキリスト教は邪教にほかならないと主張される。『破提宇子』の内容はハビアンがかつて記した反仏教書である『妙貞問答』の内容を反転させたものであるが、同書がイエズス会に与えた衝撃は大きかった。当時、長崎にいた日本管区長のマテウス・デ・コーロスは長崎に流布した同書を「地獄のペスト」と呼び、信徒組織（コンフラリア）に回収させている。
また、沢野忠庵ことクリストヴァン・フェレイラも、棄教後の寛永13年（1636年）に『顕偽録』を記している。同書は公刊されることなく大河内氏に写本として伝わるのみであったが、デウス論、パライソ（天国）論、十のマダメントス（十誡）などの教理の矛盾などを指摘している。たとえば、デウスによる天地創造が真実であれば日本や中国、インドの書籍に記述がないのはおかしいこと、イエスの出生以前より、天地にはじまりがないことはアリストテレスが指摘していること、などがその内容である。

### 島原の乱以後の排耶書
寛永14年（1637年）の島原の乱は、内実はともあれ幕府によりキリシタン主導の内乱であったとみなされた。近世社会において島原の乱は「一揆」の基本的イメージとして認知され、さらに「切支丹（キリシタン）」という言葉も常に島原の乱との関連性の中で想起された。こうした理解のもと、「キリシタン」という言葉には「世俗秩序を乱そうとする邪悪なもの」といったイメージが生まれた。近世社会において「最後の内戦」であった島原の乱は民衆の興味をそそる題材でもあり、キリスト教の伝来から島原の乱の終結までを勧善懲悪の物語として描く通俗的な排耶書が広く流通するようになった。
寛永16年（1639年）に京都で刊行された『吉利支丹物語』は島原の乱に触発されて執筆された排耶書であり、この時期の通俗的排耶書の代表例として知られている。同書は「ばてれん」が日本に到着するところからはじまるが、その風貌は「さながらてんぐとも、みこし入道とも、名のつけられぬもの」と誇張されて描写されている。おおむね元禄年間（1688年 - 1704年）に刊行されたものと考えられる読本的排耶書としては『切支丹宗門来朝実記』『南蛮寺物語』『南蛮寺興廃記』『蛮宗制禁録』などがあり、いずれも興味本位的に風説をならべた内容となっている。うち、『切支丹宗門来朝実記』は排耶書のなかでもとりわけ多く写本を残す。これらの内容は異曲同工であり、姉崎正治により以下のように取りまとめられている。こうした通俗的排耶書は「キリシタンが妖術を用いる」といった荒唐無稽なフィクション要素を多く含んだ。
1. 虚実織り交ぜての世界地理
2. 南蛮大王が世界征服の評定をなし、日本にも征服手段としてバテレンを送ったこと
3. ウルガンが渡来、信長がだまされて南蛮寺建立をなし、比叡山の抗議となる願末
4. ハビアン、コスモ、シモンらの入信物語
5. ハビアンと泊翁[注釈 2]との宗論
6. シモンとコスモが秀吉に幻術を見せ、秀吉が手打にした妾の幽霊を出したのでキリシタンであることが露見し殺された話

こうしたものとは別に、寛永19年（1642年）ごろには天草地方のキリシタン教化に乗り出した仏僧である鈴木正三の手により『破吉利支丹』が執筆されている。同書は、寛文2年（1662年）に京都にて刊行された。同書はキリスト教の教理を仏教の教理と比較して論破することを目的とした書籍であり、デウスが南蛮のみを教化し、自分で造り出した国々を「脇仏」に奪われているのは大きな怠慢であること、仏教の本義が本性を得て悟りに至ることであるのに対し、キリスト教では念慮識情を増長させて造物主なるものをつくりあげてしまっていること、キリスト教においては奇跡がことさらに強調されるが、奇特なことが貴いとはいえないこと、などがその内容である。また、正保4年（1647年）には雪窻宗崔が『対治邪執論』を著し、キリシタンとは外道の仏教であり、デウスとは梵天王のことであり、あるいはキリストは『金光明最勝王経』にある「天主教法」を盗んだのであろうと論じている。